# Fisklösen (Hanebo socken, Hälsingland)
Fisklösen är en sjö i Bollnäs kommun i Hälsingland och ingår i Hamrångeåns huvudavrinningsområde.